# 1893 год
1893 (ты́сяча восемьсо́т девяно́сто тре́тий) год  по григорианскому календарю — невисокосный год, начинающийся в воскресенье. Это 1893 год нашей эры, 3‑й год 10‑го десятилетия XIX века 2‑го тысячелетия, 4‑й год 1890‑х годов. Он закончился 132 года назад.
| Пн | Вт | Ср | Чт | Пт | Сб | Вс |
|    |    |    |    |    |    | 1  |
| 2  | 3  | 4  | 5  | 6  | 7  | 8  |
| 9  | 10 | 11 | 12 | 13 | 14 | 15 |
| 16 | 17 | 18 | 19 | 20 | 21 | 22 |
| 23 | 24 | 25 | 26 | 27 | 28 | 29 |
| 30 | 31 |    |    |    |    |    |

| Пн | Вт | Ср | Чт | Пт | Сб | Вс |
|    |    | 1  | 2  | 3  | 4  | 5  |
| 6  | 7  | 8  | 9  | 10 | 11 | 12 |
| 13 | 14 | 15 | 16 | 17 | 18 | 19 |
| 20 | 21 | 22 | 23 | 24 | 25 | 26 |
| 27 | 28 |    |    |    |    |    |

| Пн | Вт | Ср | Чт | Пт | Сб | Вс |
|    |    | 1  | 2  | 3  | 4  | 5  |
| 6  | 7  | 8  | 9  | 10 | 11 | 12 |
| 13 | 14 | 15 | 16 | 17 | 18 | 19 |
| 20 | 21 | 22 | 23 | 24 | 25 | 26 |
| 27 | 28 | 29 | 30 | 31 |    |    |

| Пн | Вт | Ср | Чт | Пт | Сб | Вс |
|    |    |    |    |    | 1  | 2  |
| 3  | 4  | 5  | 6  | 7  | 8  | 9  |
| 10 | 11 | 12 | 13 | 14 | 15 | 16 |
| 17 | 18 | 19 | 20 | 21 | 22 | 23 |
| 24 | 25 | 26 | 27 | 28 | 29 | 30 |

| Пн | Вт | Ср | Чт | Пт | Сб | Вс |
| 1  | 2  | 3  | 4  | 5  | 6  | 7  |
| 8  | 9  | 10 | 11 | 12 | 13 | 14 |
| 15 | 16 | 17 | 18 | 19 | 20 | 21 |
| 22 | 23 | 24 | 25 | 26 | 27 | 28 |
| 29 | 30 | 31 |    |    |    |    |

| Пн | Вт | Ср | Чт | Пт | Сб | Вс |
|    |    |    | 1  | 2  | 3  | 4  |
| 5  | 6  | 7  | 8  | 9  | 10 | 11 |
| 12 | 13 | 14 | 15 | 16 | 17 | 18 |
| 19 | 20 | 21 | 22 | 23 | 24 | 25 |
| 26 | 27 | 28 | 29 | 30 |    |    |

| Пн | Вт | Ср | Чт | Пт | Сб | Вс |
|    |    |    |    |    | 1  | 2  |
| 3  | 4  | 5  | 6  | 7  | 8  | 9  |
| 10 | 11 | 12 | 13 | 14 | 15 | 16 |
| 17 | 18 | 19 | 20 | 21 | 22 | 23 |
| 24 | 25 | 26 | 27 | 28 | 29 | 30 |
| 31 |    |    |    |    |    |    |

| Пн | Вт | Ср | Чт | Пт | Сб | Вс |
|    | 1  | 2  | 3  | 4  | 5  | 6  |
| 7  | 8  | 9  | 10 | 11 | 12 | 13 |
| 14 | 15 | 16 | 17 | 18 | 19 | 20 |
| 21 | 22 | 23 | 24 | 25 | 26 | 27 |
| 28 | 29 | 30 | 31 |    |    |    |

| Пн | Вт | Ср | Чт | Пт | Сб | Вс |
|    |    |    |    | 1  | 2  | 3  |
| 4  | 5  | 6  | 7  | 8  | 9  | 10 |
| 11 | 12 | 13 | 14 | 15 | 16 | 17 |
| 18 | 19 | 20 | 21 | 22 | 23 | 24 |
| 25 | 26 | 27 | 28 | 29 | 30 |    |

| Пн | Вт | Ср | Чт | Пт | Сб | Вс |
|    |    |    |    |    |    | 1  |
| 2  | 3  | 4  | 5  | 6  | 7  | 8  |
| 9  | 10 | 11 | 12 | 13 | 14 | 15 |
| 16 | 17 | 18 | 19 | 20 | 21 | 22 |
| 23 | 24 | 25 | 26 | 27 | 28 | 29 |
| 30 | 31 |    |    |    |    |    |

| Пн | Вт | Ср | Чт | Пт | Сб | Вс |
|    |    | 1  | 2  | 3  | 4  | 5  |
| 6  | 7  | 8  | 9  | 10 | 11 | 12 |
| 13 | 14 | 15 | 16 | 17 | 18 | 19 |
| 20 | 21 | 22 | 23 | 24 | 25 | 26 |
| 27 | 28 | 29 | 30 |    |    |    |

| Пн | Вт | Ср | Чт | Пт | Сб | Вс |
|    |    |    |    | 1  | 2  | 3  |
| 4  | 5  | 6  | 7  | 8  | 9  | 10 |
| 11 | 12 | 13 | 14 | 15 | 16 | 17 |
| 18 | 19 | 20 | 21 | 22 | 23 | 24 |
| 25 | 26 | 27 | 28 | 29 | 30 | 31 |

## События

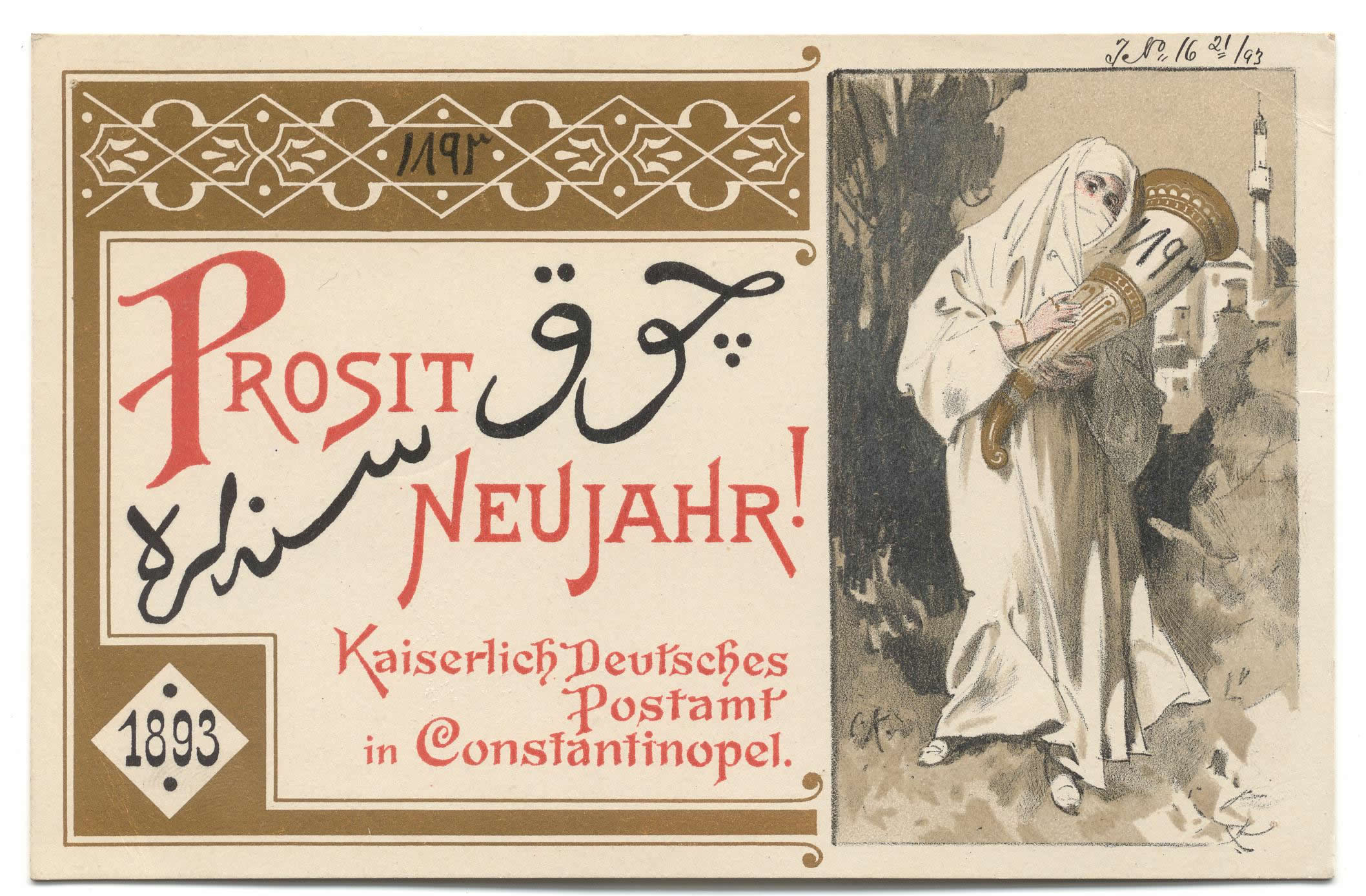
Новогодняя открытка за 1893 год

- 20 января — на лекции в лондонском Королевском институте британский физик и химик Джеймс Дьюар продемонстрировал изобретённый им сосуд для хранения сжиженных газов (см. сосуд Дьюара).
- Март — битва при Аль-Ваджбе между османскими силами и катарцами во главе с Аль Тани.
- 30 апреля — начаты работы по строительству первого железнодорожного моста через Обь; эта дата официально считается датой основания города Новониколаевска, ныне Новосибирск.[1]
- 1 мая — в крупных промышленных городах Австро-Венгрии прошли массовые демонстрации с требованием введения всеобщего избирательного права[2].
- 5 мая — Паника 1893 года: биржевой крах и начало экономической депрессии в США.
- 20 мая — в Никарагуа Либеральная партия поднимает восстание против консервативного режима Роберто Сакасы[3].
- 24 июня — норвежский исследователь Фритьоф Нансен отправился к Северному полюсу на судне «Фрам» («Вперёд»).
- 25 июля — по окончании строительства, занявшего более 10 лет, сдан в эксплуатацию Коринфский канал.
- 31 июля — после занятия армией либералов Манагуа президентом Никарагуа становится генерал Хосе Сантос Селайя[3].
- 4 сентября — в Чикаго открылся первый Конгресс еврейских женщин.
- 16 сентября — прошли крупнейшие Земельные Гонки в США.
- 29 сентября — Сражение при Эспинильо (Аргентина).
- 12 ноября — в Кабуле подписан англо-афганский договор по которому границей Афганистана и британских владений в Индии была определена линия Дюранда. Афганистан подтверждал русско-афганскую границу по реке Амударье и обязался вывести войска из западно-памирских бекств в обмен на левобережный Дарваз[4].
- 13 ноября — Королевство Свазиленд провозглашено протекторатом Республики Трансвааль[5].

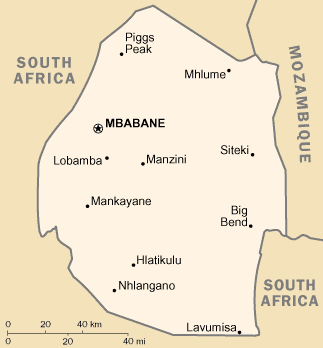
карта Свазиленда

### Без точных дат
- В Москве коллекция Третьякова получила название Городская художественная галерея Павла и Сергея Михайловичей Третьяковых (ныне — Государственная Третьяковская галерея).
- В Москве открыт магазин ГУМ.
- В Польше основана марксистская социал-демократическая партия «Социал-демократия Королевства Польского», позднее — СДКПиЛ.
- Эжен Дюбуа откопал на острове Ява два зуба, осколок черепа и берцовую кость какого-то древнего обезьяноподобного существа, которые объявил останками питекантропа и даже водрузил на месте своих раскопок могильный камень с надписью «Pithecanthropus».
- В Новой Зеландии (на тот момент — колонии Великобритании с правами самоуправления), первой из существующих ныне стран, предоставлено право голоса женщинам (активное избирательное право). В 1919 году новозеландки получили также и пассивное избирательное право, однако первая его реализация была лишь в 1933 году[6].
- Образование Независимой рабочей партии Англии[7].

## Родились
См. также: Категория:Родившиеся в 1893 году

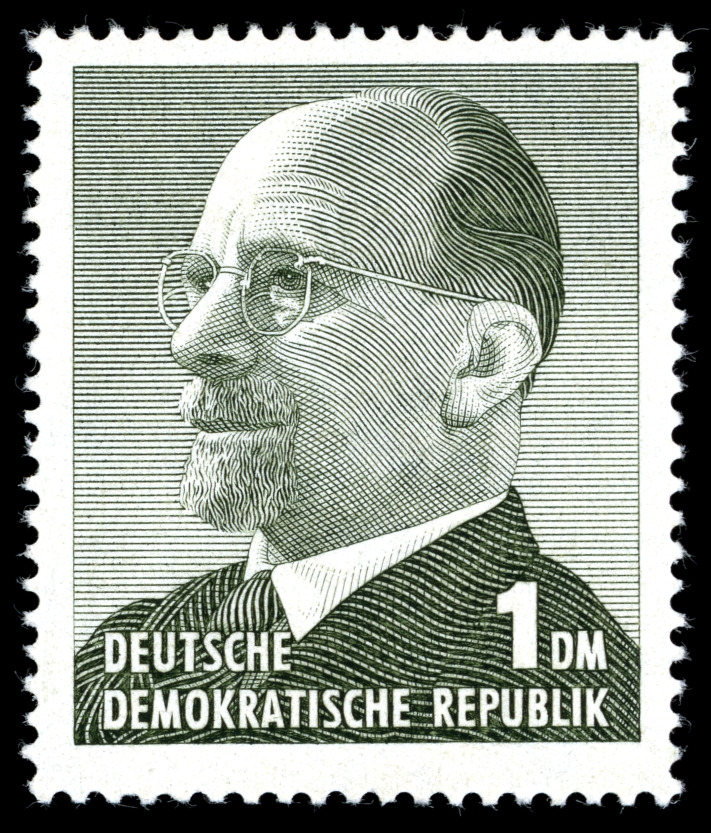
Ульбрихт

- 18 января — Оскар Строк, латвийский, российский и советский композитор (ум. 1975).
- 21 января — Бригитта Тереза Мак-Крори, монахиня римско-католической церкви, основательница Конгрегации Сестер Кармелиток для Пожилых и Больных. (ум. 1984).
- 23 января — Фриц Бааде, немецкий экономист (ум. 1974) .
- 16 февраля — Михаил Николаевич Тухачевский, советский военный деятель, один из пяти первых Маршалов Советского Союза (расстр. 1937).
- 19 февраля — Борис Павлович Белоусов, советский химик и биофизик (ум. 1970).
- 28 февраля — Всеволод Илларионович Пудовкин, советский кинорежиссёр и теоретик кино, народный артист СССР (ум. 1953).
- 24 марта — Вальтер Бааде, немецкий астроном и астрофизик, работавший в Германии и США (ум. 1960).
- 26 марта — Пальмиро Тольятти, руководитель итальянских коммунистов (ум. 1964).
- 29 марта — Иосиф Яссер, американский дирижёр и музыковед, уроженец Российской империи (ум. 1981).
- 20 апреля — Гарольд Клейтон Ллойд, американский актёр и кинорежиссёр комедийного жанра немого кино (ум. 1971).
- 5 мая — Агустин Фарабундо Марти, сальвадорский политик, один из лидеров Коммунистической партии Сальвадора и руководителей восстания 1932 года (уб. 1932).
- 25 июня — Магжан Жумабаев, казахский писатель, публицист, педагог, один из основателей новой казахской литературы (расстр. 1938).
- 30 июня — Вальтер Ульбрихт, немецкий коммунист (ум. 1973).
- 16 июля — Леопольд Буасье[нем.], с 1955 по 1964 президент Международного Комитета Красного Креста (МККК) (ум. 1968).
- 19 июля — Маяковский, Владимир Владимирович, русский советский поэт (ум. 1930).
- 1 августа — Александр I, король Греции в 1917—1920 годах (ум. 1920).
- 17 августа — Мэри Джейн Уэст, американская актриса, певица, драматург, сценарист и секс-символ (ум. 1980).
- 20 августа — Витаутас Бичюнас, литовский критик, драматург, режиссёр, прозаик, художник (ум. 1945).
- 1 сентября —  Татьяна Соломаха, русская революционерка, участница Гражданской войны в России (ум. 1918).
- 16 сентября — Александр Корда, британский кинорежиссёр венгерского происхождения, создатель кинокартины «Леди Гамильтон» и других известных фильмов (ум. 1956).
- 22 сентября — Алексей Фёдорович Лосев, русский философ и филолог (ум. 1988).
- 4 октября — Стасис Гиренас, литовский лётчик, национальный герой (погиб 1933).
- 15 октября — Кароль II, король Румынии в 1930—1940 годах (ум. 1953).
- 20 октября — Рафал Яхимович, литовский и белорусский художник и скульптор (ум. 1961).
- 21 октября — Александр Михайлович Пишванов, лётчик-ас времён Первой мировой войны (ум. 1964).
- 16 ноября — Казис Бинкис, литовский поэт (ум. 1942).
- 10 ноября — Лазарь Каганович, российский революционер, советский государственный и партийный деятель (ум. 1991).

## Скончались
См. также: Категория:Умершие в 1893 году
- 1 августа — Амфилохий (Сергиевский-Казанцев), епископ Угличский, археограф и палеограф.
- 8 августа — Огюст Бартелеми Глэз, французский художник, мастер жанровой живописи (род. 1807).
- 8 сентября — Мишель Ленц, поэт, автор текста гимна Люксембурга «Ons Hémécht» (р. 1820).
- 23 сентября — Николай Фёдорович Глебов, протоиерей РПЦ, педагог, редактор газеты «Рязанские епархиальные ведомости» (р. 1837).
- 8 октября — Алексей Николаевич Плещеев, русский писатель, поэт, переводчик (р. 1826).
- 18 октября — Шарль Гуно, французский композитор (р. 1818).
- 1 ноября — Ян Матейко, польский художник (р. 1838).
- 6 ноября — Пётр Ильич Чайковский, русский композитор (р. 1840).
- 27 декабря — Проспер Виктор Консидеран (Prosper Victor Considerant), французский социалист-утопист, последователь Шарля Фурье (род. 1808).